# Буштук, Редуан
Редуан Буштук (араб. رضوان بوشتوك‎; род. 19 декабря 1976) — марокканский боксёр, представитель первой наилегчайшей весовой категории. Выступал за национальную сборную Марокко по боксу в 2000-х годах, победитель и призёр многих турниров международного значения, участник двух летних Олимпийских игр.

## Биография
Редуан Буштук родился 19 декабря 1976 года.
Первого серьёзного успеха на взрослом международном уровне добился в сезоне 2002 года, когда вошёл в состав марокканской национальной сборной и в зачёте первой наилегчайшей весовой категории одержал победу на Африканских военных играх в Найроби. Позже отметился победой на чемпионате мира среди военнослужащих CISM в Ирландии.
В 2003 году стал серебряным призёром на Африканских военных играх в Тунисе, был лучшим на домашнем международном турнире «Мухаммед VI Трофи» в Рабате.
На Африканском олимпийском квалификационном турнире в Касабланке сумел дойти до финала, выиграв у всех соперников по турнирной сетке кроме угандийца Джолли Котонголе — тем самым удостоился права защищать честь страны на летних Олимпийских играх в Афинах. На Играх, однако, уже в стартовом поединке категории до 48 кг со счётом 25:48 потерпел поражение от колумбийца Карлоса Тамара и сразу же выбыл из борьбы за медали.
После афинской Олимпиады Буштук остался в составе боксёрской команды Марокко на ещё один олимпийский цикл и продолжил принимать участие в крупнейших международных турнирах. Так, в 2005 году в первом наилегчайшем весе он выиграл серебряную медаль на домашнем чемпионате Африки в Касабланке, уступив в решающем финальном поединке намибийцу Джафету Уутони, дошёл до четвертьфинала на Средиземноморских играх в Альмерии, взял бронзу на Играх франкофонов в Ниамее — здесь на стадии полуфиналов был остановлен представителем Франции Нордином Убаали.
В 2006 году завоевал бронзовую медаль на чемпионате мира среди военнослужащих CISM в Варендорфе.
На Панарабских играх 2007 года в Каире остановился в четвертьфинале первого наилегчайшего веса.
В 2008 году на первом Африканском олимпийском квалификационном турнире в Алжире выступил неудачно, проиграв уже в четвертьфинале, тогда как на второй Африканской олимпийской квалификации в Виндхуке дошёл до финала и таким образом отобрался на Олимпийские игры в Пекине. На сей раз в стартовом поединке категории до 48 кг встретился с бразильцем Паулу Карвалью и потерпел от него поражение со счётом 7:13.
В 2009 году выиграл бронзовую медаль на Кубке президента АИБА в Баку, боксировал на Средиземноморских играх в Пескаре, на Играх франкофонов в Бейруте и на чемпионате мира в Милане.
Последний раз показал сколько-нибудь значимый результат на международной арене в сезоне 2010 года, когда стал серебряным призёром на домашнем турнире «Мухаммед VI Трофи» в Марракеше.